# Astorgosuchus bugtiensis
Astorgosuchus bugtiensis — пресмыкающееся из надсемейства Crocodyloidea, близкое к современным настоящим крокодилам. Асторгозух был найден в олигоцен-миоценовых отложениях на территории современного Пакистана. Возможно — самый крупный представитель линии крокодилов, ведущей к настоящим крокодилам.

## Этимология и систематика
Видовое название Astorgosuchus bugtiensis дословно переводится как беспощадный или неумолимый крокодил из Бугти Хиллз. Первоначально данных вид был описан как Crocodylus bugtiensis в 1909 году из-за схожести в форме черепа с современными представителями рода Crocodylus. Однако, изучение окаменелых останков в 2019 году показало, что такие признаки как смещение наружных ноздрей назад и участие пластинчатой кости в образование симфиза нижней челюсти не позволяют считать асторгозуха ни представителем рода Crocodylus, ни представителем семейства настоящих крокодилов. Ближайшим родственником Astorgosuchus bugtiensis, вероятно, является «Asiatosuchus» germanicus.

## Размеры
Взрослые особи асторгозухов имели черепа длиной более 80 см и достигали 7-8 метров в длину. Крупные особи, возможно, вырастали до 10—11 метров в длину.

## Питание
Многочисленные окаменелые останки носорогообразных из олигоцена-миоцена Пакистана несут на себе следы от зубов гигантских крокодилов, предположительно оставленных либо асторгозухами, либо родственниками современного ложного гавиала. Асторгозухи, вероятно, были достаточно большими, чтобы охотиться на индрикотериев, что также подтверждается следами от зубов на костях этих животных. Массивные черепа и укрепленная нижняя челюсть асторгозуха также указывают на то, что он питался в основном мегафауной.